# Primera División (Uruguay) 1940
Die Saison 1940 der Primera División war die 37. Spielzeit (die 9. der professionellen Ära) der höchsten uruguayischen Spielklasse im Fußball der Männer, der Primera División.
Die Primera División bestand in der Meisterschaftssaison des Jahres 1940 aus elf Vereinen, deren Mannschaften in den insgesamt 110 Meisterschaftsspielen jeweils zweimal aufeinandertrafen. Es fanden 22 Spieltage statt. Die Meisterschaft gewann Nacional Montevideo als Tabellenerster vor den Rampla Juniors und den Montevideo Wanderers als Zweitem und Drittem der Saisonabschlusstabelle. Als Tabellenletzter konnte Bella Vista in den beiden Relegationsspielen gegen den CA Cerro aus der Divisional Intermedia den Abstieg durch zwei Siege vermeiden. Somit gab es in jener Spielzeit keinen Absteiger aus der Primera División. Torschützenkönig wurde mit 18 Treffern Atilio García.

## Jahrestabelle
| Pl. | Verein                    | Sp. | S  | U | N  | Tore    | Diff. | Punkte |
| --- | ------------------------- | --- | -- | - | -- | ------- | ----- | ------ |
| 1.  | Nacional Montevideo (M)   | 20  | 16 | 3 | 1  | 063:220 | +41   | 35     |
| 2.  | Rampla Juniors            | 20  | 11 | 3 | 6  | 041:290 | +12   | 25     |
| 3.  | Montevideo Wanderers      | 20  | 10 | 4 | 6  | 047:220 | +25   | 24     |
| 4.  | Peñarol Montevideo        | 20  | 10 | 2 | 8  | 054:380 | +16   | 22     |
| 5.  | Liverpool FC              | 20  | 8  | 3 | 9  | 039:390 | ±0    | 19     |
| 6.  | River Plate               | 20  | 7  | 5 | 8  | 035:390 | −4    | 19     |
| 7.  | Club Atlético Defensor    | 20  | 5  | 9 | 6  | 032:490 | −17   | 19     |
| 8.  | Sud América               | 20  | 6  | 5 | 9  | 031:370 | −6    | 17     |
| 9.  | Racing Club de Montevideo | 20  | 7  | 3 | 10 | 031:460 | −15   | 17     |
| 10. | Central                   | 20  | 3  | 9 | 8  | 026:350 | −9    | 15     |
| 11. | Bella Vista               | 20  | 1  | 6 | 13 | 022:650 | −43   | 08     |

| (M) | Meister der vorangegangenen Saison |

## Relegation
- 1. Relegationsspiel: |             | Ergebnis |          |
| ----------- | -------- | -------- |
| Bella Vista | 2:0      | CA Cerro |
- 2. Relegationsspiel:|             | Ergebnis |          |
| ----------- | -------- | -------- |
| Bella Vista | 4:0      | CA Cerro |